# Plouédern

Plouédern este o comună în departamentul Finistère, Franța. În 1 ianuarie 2022 avea o populație de 3.062 de locuitori.